# Diócesis de Zhumadian
La diócesis de Zhumadian o de Chumatien (en latín: Dioecesis Ciumatienensis y en chino: 天主教驻马店教区) es una circunscripción eclesiástica de la Iglesia católica en China. Se trata de una diócesis latina, sufragánea de la arquidiócesis de Kaifeng. Desde el 30 de enero de 1969 es sede vacante.

## Territorio y organización
La diócesis tiene 12 700 km² y extiende su jurisdicción sobre los fieles católicos de rito latino residentes en la ciudad prefectura de Zhumadian en la provincia de Henan. La diócesis administra a la diócesis de Xinyang.
La sede de la diócesis se encuentra en la ciudad prefectura de Zhumadian.
En 1950 en la diócesis existían 5 parroquias.

## Historia
La prefectura apostólica de Zhumadian (Chumatien) fue erigida el 2 de marzo de 1933 con el breve Supremi Apostolatus del papa Pío XI, obteniendo el territorio del vicariato apostólico de Nanyangfu (hoy diócesis de Nanyang).
El 9 de noviembre de 1944 la prefectura apostólica fue elevada al rango de vicariato apostólico.
El 11 de abril de 1946 el vicariato apostólico fue elevado a diócesis con la bula Quotidie Nos del papa Pío XII.
En 1948 el Partido Comunista de China capturó Zhumadian, se impuso en la guerra civil y proclamó la República Popular China el 1 de octubre de 1949. El 4 de septiembre de 1951 China comunista expulsó al nuncio apostólico Antonio Riberi y la Santa Sede continuó reconociendo a la República de China en Taiwán como el legítimo gobierno chino. Todos los misioneros extranjeros fueron expulsados de China comunista en 1952.
La Asociación Patriótica Católica China fue creada con el apoyo de la Oficina de Asuntos Religiosos de la República Popular de China en 1957, con el objetivo de controlar las actividades de los católicos en China. Su nombre público es Iglesia católica china y es referida como la "Iglesia oficial" en contraposición a la "Iglesia subterránea" o "Iglesia clandestina" leal a la Santa Sede.
En el período de 1966 a 1976 la Revolución Cultural se ensañó especialmente contra la religión, destruyéndose numerosas iglesias y cesaron todas las actividades religiosas en la diócesis. La diócesis reasumió sus actividades en la década de 1980.
El 1 de enero de 2013 dos seminaristas de la diócesis de Zhumadian fueron ordenados sacerdotes; éstas son las primeras ordenaciones sacerdotales en la diócesis desde 1933.
El 22 de septiembre de 2018 se firmó en Pekín el Acuerdo provisional entre la Santa Sede y la República Popular de China sobre el nombramiento de los obispos. El 22 de octubre de 2020 el acuerdo fue prorrogado por otros dos años y en octubre de 2022 por otros dos años más.
Debido a la situación particular de la Iglesia católica en China, la Santa Sede no nombra obispos para las diócesis chinas, que son sedes oficialmente vacantes incluso en presencia de obispos reconocidos por Roma.

## Estadísticas
Según el Anuario Pontificio 2002 la diócesis tenía a fines de 1950 un total de 14 100 fieles bautizados.
| Año                                                                             | Población            | Población | Población      | Sacerdotes | Sacerdotes    | Sacerdotes    | Bautizados por sacerdote | Diáconos permanentes | Religiosos | Religiosos | Parroquias |
| Año                                                                             | Bautizados católicos | Total     | % de católicos | Total      | Clero secular | Clero regular | Bautizados por sacerdote | Diáconos permanentes | Varones    | Mujeres    | Parroquias |
| ------------------------------------------------------------------------------- | -------------------- | --------- | -------------- | ---------- | ------------- | ------------- | ------------------------ | -------------------- | ---------- | ---------- | ---------- |
| 1950                                                                            | 14 100               | 1 300 000 | 1.1            | 16         | 16            |               | 881                      |                      |            |            | 5          |
| Fuente: Catholic-Hierarchy, que a su vez toma los datos del Anuario Pontificio. |                      |           |                |            |               |               |                          |                      |            |            |            |

## Episcopologio
- Peter Wang (Wang Ji-zhi) † (4 de agosto de 1933-4 de agosto de 1939 falleció)
- Joseph Marie Yüen K'ai-chih (Ching Ping) † (1939-30 de enero de 1969 falleció)
  - Sede vacante